# Моца, Ион
Ион Иоан Моца (рум. Ion I. Moța; 5 июля 1902, Орэштие, Австро-Венгрия — 13 января 1937, Махадаонда, Вторая Испанская Республика) — румынский политик, националист, член движения «Железная гвардия»; участник гражданской войны в Испании, погибший в одном из сражений.

## Биография
Сын православного священника Иоана Моцы, редактора журнала «Свобода» и националистического деятеля. Изучал право в Парижском, Клужском, Ясском и Гренобльском университетах. Окончил в 1932 году Гренобльский университет, защитив работу на тему «Судебная безопасность в Лиге Наций».
В Клуже Ион основал «Румынское действие», националистическую группировку наподобие французской «Аксьон франсез». В 1925 году она вошла в состав Лиги национальной христианской защиты. В августе 1923 года Ион Моца познакомился с Корнелиу Зелей Кодряну, и оба договорились уничтожать продажных румынских политиков (в том числе и сочувствующих евреям). 8 октября 1923 обоих арестовали в Бухаресте и бросили в тюрьму Вэкэрешти. Моца, оправданный в марте 1924 года, расстрелял одного из членов Лиги, человека по фамилии Верникеску, которого обвинял в предательстве и работе на полицию (после семи выстрелов, однако, тот выжил), за что отправился в тюрьму Галаты ещё на два месяца, откуда выбрался только 29 сентября 1924 после полного оправдания.
Кодряну назначил Моцу лидером Братства креста — группы крестьян и студентов, выступавшей за националистическое обновление (основано 6 мая 1924). В сентябре 1925 года Моца присутствовал на Всемирном антисемитском конгрессе, а затем вступил в Легион Архангела Михаила (Железная гвардия), став заместителем Корнелиу Кодряну (капитанула Легиона). В 1934 года представлял Легион на Фашистском Интернационале в Монтрё. Был вице-президентом политической партии «Всё для Отечества» — легального крыла Железной гвардии. С 1934 по 1936 годы — корреспондент информационного агентства Welt-Dienst. Перевёл Протоколы сионских мудрецов на румынский язык, участвовал на правах свидетеля в скандальном Бернском процессе.
В конце 1936 года Ион Моца образовал легионерское подразделение, чтобы сражаться в гражданской войне Испании на стороне франкистов. С ним отправился и ещё один легионер Василе Марин. 13 января 1937 оба погибли под Мадридом, у местечка Махадаонда. Через месяц их похоронили в Бухаресте. На похоронах присутствовали руководители Германии, Италии, Испании, Португалии, Японии и Польши.
В память о Моце и Марине 13 января 1938 Кодряну учредил специальный корпус в Легионе, которому присвоили имена Иона Моцы и Василе Марина. Командовал корпусом Александру Кантакузино. Девизом и правилом корпуса стали слова «Готовы умереть».
13 сентября 1970 в Махадаонде был открыт памятник Иону Моце по распоряжению правительства Франсиско Франко.

## Галерея

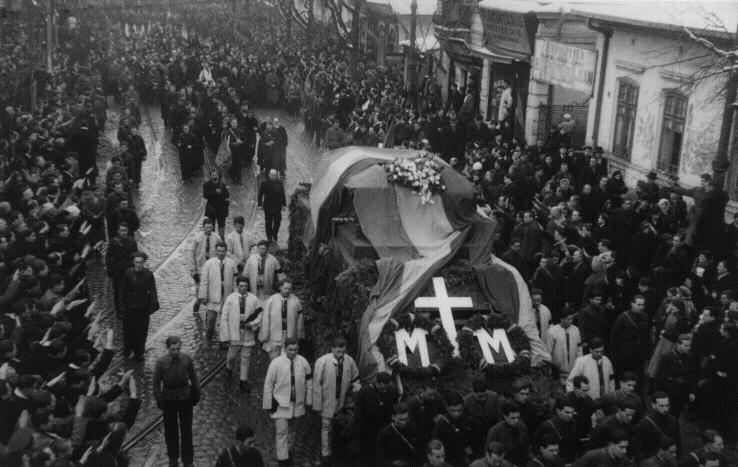
Похороны Иона Моцы и Василе Марина
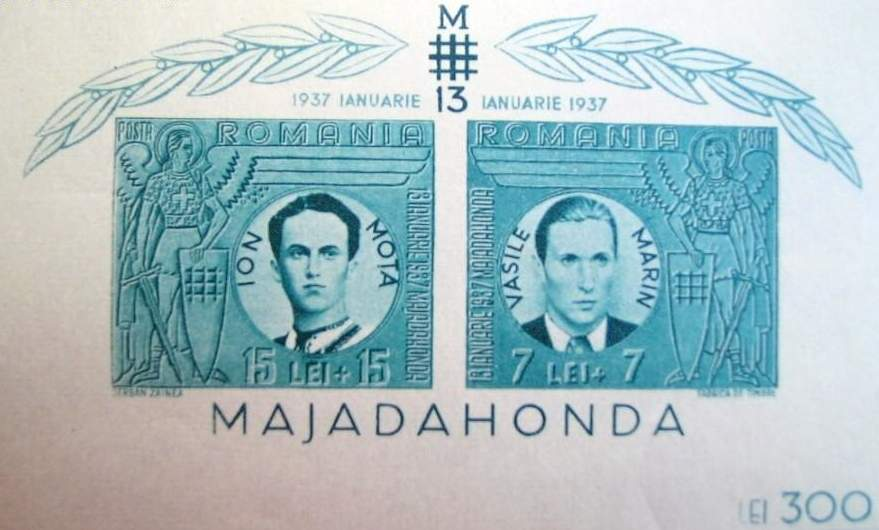
Почтовая марка Румынии 1941 года